# Apodopsyllus unisetosus
Apodopsyllus unisetosus is een eenoogkreeftjessoort uit de familie van de Paramesochridae. De wetenschappelijke naam van de soort is voor het eerst geldig gepubliceerd in 2012 door Huys.